# Horní Jiřetín
Horní Jiřetín là một thị trấn thuộc huyện Most, vùng Ústecký, Cộng hòa Séc.